# Listy Ašska
Listy Ašska jsou regionálním čtrnáctideníkem, dříve týdeníkem, vycházejícím vždy ve středu již od roku 2000, a to v nákladu 1700 kusů (duben 2008, zdroj: Listy Ašska). Z počátku vycházely paralelně s Ašskými novinami, a později je zcela nahradily. Věnují se především událostem v ašském regionu.
Pravidelné jsou reportáže z různých zábavných akcí, stejně jako novinky přímo od zastupitelů Aše, Hranic nebo Hazlova. Pravidelnými rubrikami novin jsou: rozhovor, „Co vy na to, pane starosto?“, „Opsali jsme z internetových stránek“, „Mozaika“ nebo „Blahopřání“. Dále noviny obsahují sportovní rubriku, zaměřenou na sport na Ašsku, nebo na události s ním spojené, inzertní sekci, soutěž nebo křížovku. Standardně mívají noviny deset stran, a jsou doplňovány barevnými i černobílými fotografiemi.
Redakce Listů Ašska se nachází v areálu společnosti Ašské služby, s.r.o., a tvoří ji Jiřina Kaloušová a Miroslav Všetečka.
Listy Ašska jsou vydávány společností Ašské služby, s.r.o., a tištěny tiskárnou HB Print, s.r.o. v Chebu.